# 上熊溪 (科羅拉多州)
上熊溪（英語：Upper Bear Creek）是位於美國科羅拉多州克利爾克里克縣的一個人口普查指定地區。

## 地理
上熊溪的座標為39°37′36″N 105°24′35″W / 39.62667°N 105.40972°W，而該地最高點為海拔高度3383米（即11100英尺）。

## 人口
根據2010年美國人口普查的數據，上熊溪的面積為7.14平方千米，均為陸地。當地共有人口1059人，而人口密度為每平方千米148人。